# Posankka

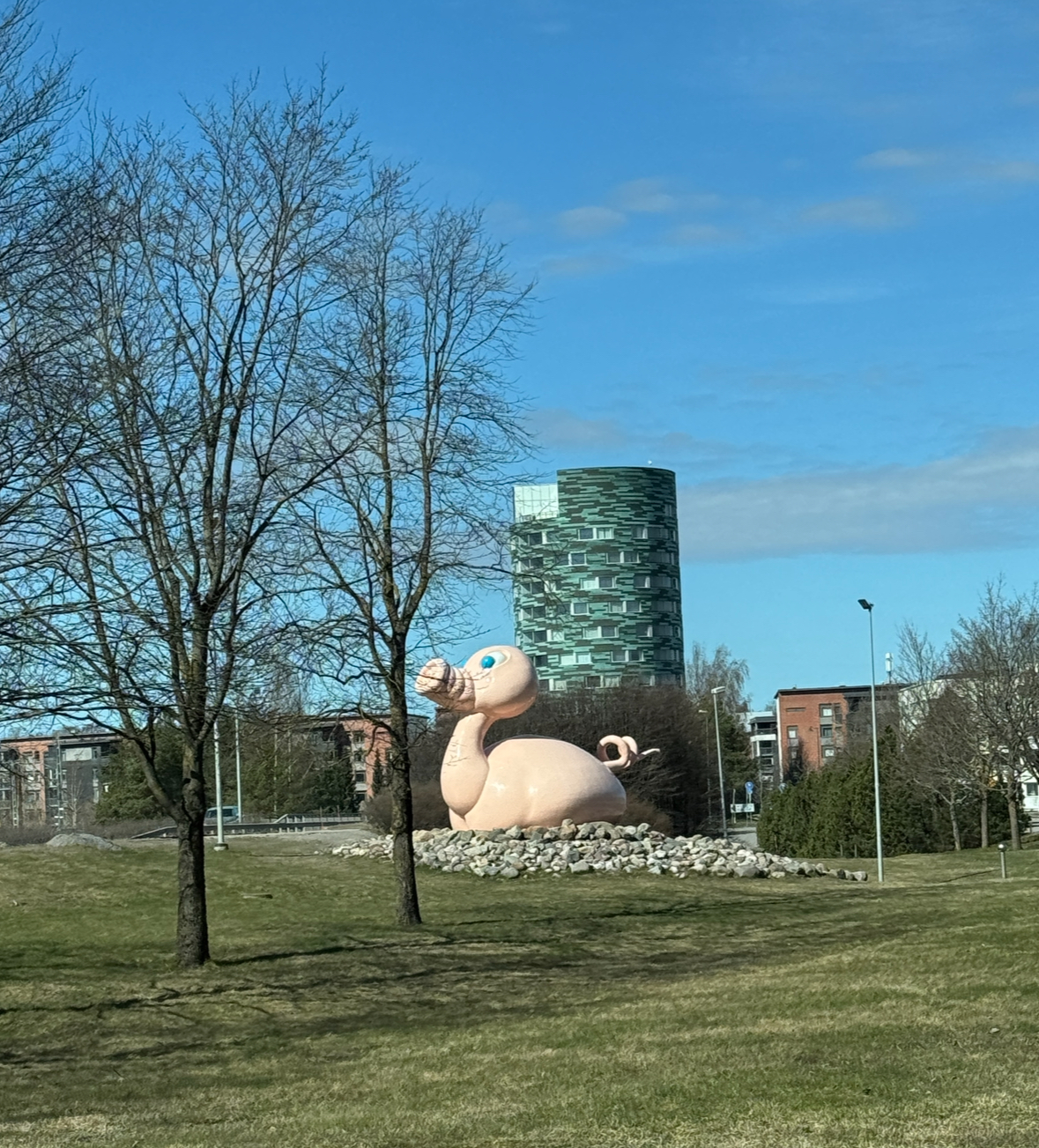
Posankka framför studentbostadshuset Ikituuri.

Posankka (svenska: Grisanka) är en fem meter hög rosa skulptur av glasfiberarmerad plast i Åbo i Finland, som har skapats av popkonstnären Alvar Gullichsen. Posankka är  en hybrid mellan en badanka och en marsipangris.
Skulpturen, som också går under det vetenskapliga namnet Anas Porculus, är Gullichens bidrag till stiftelsen Pro Culturas miljökonstprojekt år 1997. Den bär spår av både konstnären Kaj Stenvalls ankor och Harro Koskinens grisar. Posankka färdigställdes i Nagu år 1999 och bogserades uppför Aura å till Åbo på Valborgsmässoafton samma år.
Posankka står sedan år 2001 på Åbo universitetsområde. År 2013 utsågs den till världens konstigaste skulptur. Den får en tomteluva på huvudet till jul och en studentmössa på Valborgsmässoafton.
Till Posankkas 20-årsjubileum anordnades en tävling mellan nära 2 000 små badposankor i Aura å till förmån för Håll skärgården ren.